# Ломодуров, Николай Зиновьевич
Николай Зиновьевич Ломодуров (28 октября 1909, Старобазаново, Уфимская губерния — 3 мая 1976, Старобазаново, Башкирская АССР) — механизатор МТС, Герой Социалистического Труда.

## Биография
Николай Зиновьевич Ломодуров родился 28 октября 1909 года в с. Старобазаново (ныне — Бирского района Республики Башкортостан). Образование — начальное.
В 1920—1928 годах работал в хозяйстве отца, в 1928—1930 годах — в товариществе по совместной обработке земли (ТОЗ), в 1930 году вступил в сельскохозяйственную артель имени М. Горького Старобазановского сельсовета Бирского района. С 1931 года, после окончания курсов трактористов, работал трактористом в Бирской МТС.
В 1933—1935 годах Николай Зиновьевич служил в Красной Армии. В 1936 г. продолжил трудовую деятельность в колхозе имени М. Горького, в 1938 г. — бригадир тракторной бригады, механик по сельхозмашинам, в 1942 г. — старший механик Базановской МТС.
Николай Зиновьевич Ломодуров создал 4 ремонтные бригады и 6 узлов: первая бригада занималась разборкой тракторов и промывкой деталей, вторая — ремонтом и обкаткой моторов, третья — ремонтом задних мостов, четвертая — окончательной сборкой и обкаткой тракторов. В результате четкой и умелой организации труда машинно-тракторный парк МТС под руководством Н. 3. Ломодурова своевременно подготовил к весенне-полевым работам 1947 года все 38 тракторов. По его предложению для проведения профилактического и текущего ремонта создана походная мастерская по оказанию технической помощи.
В 1947 году механизаторы Базановской МТС добились хороших результатов: план тракторных работ выполнен на 108,8 процента, вместо 21 600 гектаров выработано 25 100 гектаров, на каждый 15-сильный трактор — 586,4 гектара. Кол¬хоз, обслуживаемый МТС, получил урожай ржи 21,12 центнера с гектара с пло¬щади 654 гектара.
За получение в обслуживаемых колхозах высокого урожая ржи — 21,12 центнера с гектара с площади 654 гектара.
Указом Президиума Верховного Совета СССР от 2 апреля 1948 г. Н. 3. Ломодурову присвоено звание Героя Социалистического Труда.
В 1951—1970 гг. работал главным инженером Базановской МТС, в 1970—1975 гг. — учителем механизации при Старобазановской средней школе.
Умер Н. З. Ломодуров 3 мая 1976 года.

## Награды
- Герой Социалистического Труда (1949)
- Награждён орденом Ленина